# Говард, Эдвард Чарльз
Эдвард Чарльз Говард (англ. Edward Charles Howard; 28 мая 1774, Дарнелл-Холл близ Шеффилда, графство Йоркшир, Великобритания — 28 сентября 1816, Ноттингем-Плейс, Лондон, Великобритания) — британский химик, прозванный современниками «первым выдающимся инженером-химиком». Открыл гремучую ртуть. Автор вакуумного выпарного аппарата, улучшившего качество и производство сахара. Исследуя химический состав метеоритов, подтвердил теорию об их внеземном происхождении. В 1863 году Густав Розе назвал в его честь говардитом класс метеоритов.
Член Королевского общества (1799) и Королевского общества искусств. Лауреат премии Копли за 1800 год.

## Личная жизнь
Эдвард Чарльз Говард родился в Дарнелл-Холле близ Шеффилда 28 мая 1774 года. Он был младшим из трёх сыновей Генри Говарда, эсквайра из Глоссопа в графстве Дерби и Джулианы, урождённой Молино. У него было два старших брата — Бернард, будущий 12-й герцог Норфолкский и Генри Томас и две старшие сестры — Мэри Бриджит и Джулиана Барбара.
После неудачной попытки отца заняться торговлей вином в Дублине, семья попала в долги, которые оплатил их родственник, сэр Эдвард Говард, 9-й герцог Норфолкский. Он же назначил отца смотрителем своих имений в Шеффилде, куда они вскоре переехали и поселились в Дарнелл-Холле. Через несколько лет семья переехала в Хит-Холл в Уэйкфилде.
Говарды традиционно исповедовали католицизм. В 1783 году, вслед за старшими братьями, Эдвард Чарльз поступил в Английский католический колледж в городе Дуэ на севере Франции. В марте 1788 года, освоив половину учебного курса, он был вынужден вернуться на родину к овдовевшей матери. Интересуясь химией, продолжил самостоятельно заниматься исследованиями в этой области и достиг выдающихся результатов.
В июле 1804 года учёный женился на Элизабет Мейкок, дочери крупного производителя сахара, которая родила ему двух дочерей — Элизабет и Джулию Барбару и сына Эдварда Джила. Эдвард Чарльз Говард умер в Ноттингем-Плейс, в Лондоне 28 сентября 1816 года. Причиной смерти стал тепловой удар, который он получил занимаясь опытами по производству сахара. Его похоронили на кладбище в Сэнт-Панкрас, в Мидлсексе.

## Научная карьера
17 января 1799 года его приняли в Королевское общество в Лондоне. В том же году он стал членом Королевского общества искусств. В научной работе сотрудничал с учёными-современниками. С Джоном Абернети ставил опыты с применением ртути. В 1800 году Королевское общество наградило Эдварда Чарльза медалью Копли за открытие ртутного фульмината, инициирующего взрывчатого вещества.
Ричард Пирсон, Джордж Шоу и Чарльз Хэтчет поддерживали его работу по исследованию состава метеоритов. Эдвард Чарльз вошёл в химический комитет общества, что позволило ему ставить эксперименты в лаборатории института.
В 1813 году (согласно другим источникам в 1812 году) он изобрел метод очистки сахара. По преданию, крупные торговцы обратились к нему с просьбой переработать сахар в удобрение, чтобы освободить от этого продукта загруженные склады. Учёный сконструировал закрытый выпарной аппарат, в котором при частичном вакууме и малом давлении, жидкость кипела ниже обычной температуры. Таким образом, экономилось топливо и уменьшилось количество продукта, пригоравшего при карамелизации. Это изобретение, известное как «вакуумная кастрюля Говарда», до сих пор применяется при производстве сахара.
Итогом его работы по исследованию состава метеоритов, прежде всего железных метеоритов, стало обнаружение в них учёным сплава никеля и железа, который отсутствовал в земной природе, и, следовательно, имел внеземное происхождение. Уже после смерти Эдварда Чарльза, его коллега назвал класс метеоритов в его честь говардитами.